# Aleksandr Adabasjan
Aleksandr Adabasjan (russisk: Алекса́ндр Артёмович Адабашья́н) (født 10. august 1945 i Moskva i Sovjetunionen) er en sovjetisk og russisk filminstruktør, manuskriptforfatter og skuespiller.
Aleksandr Adabasjan blev født i Moskva i en armensk familie, hvor faren var embedsmand i byggeministeriet og moren tysklærer. Ifølge ham selv er han opvokset i russisk kultur og taler ikke armensk, ligesom han kun har besøgt Jerevan to gange.
Han blev optaget på Moskva Stroganov Statsuniversitet for Kunst og Industri i 1962. Studierne blev fra 1964-67 afbrudt af militærtjeneste, men blev sener afsluttet. Under studierne mødte han Nikita Mikhalkov og medvirkede som dekoratør i dennes afgangsfilm. Herefter samarbejdede Adabasjan jævnligt med Mikhalkov og var involveret i dennes produktioner som bl.a. manuskriptforfatter, art director, skuespiller m.v. Han har også løbende samarbejdet med andre instruktører som Georgij Danelija, Andrej Kontjalovskij, Sergej Solovjov og Dunja Smirnova.
Han har selv instrueret to spillefilm: en russisk/fransk co-produktion Mado, poste restante blev nomineret til en César Award i 1991 som bedste debutfilm) og Azazel, en mini-serie med en filmatisering af Boris Akunins detektivroman af samme navn. Udover værkerne som instruktør har Adabasjan spillet i en række film, ofte i komiske roller, herunder som Barrymore i den sovjetiske filmatisering af Baskervilles hund (1981). Andre notable roller er rollerne som Timofejev i Pjat vetjerov (da.: Fem nætter, 1979) og Berlioz i Master i Margarita (da.: Mesteren og Margarita).
I 1997 og 1998 instruerede Adabasjan opsætningen af to operaer: Boris Godunov på Mariinskij-teatret og Khovansjtjina på La Scala. Han har endvidere arbejdet som indendørsdesignet af flere restauranter i Moskva.

## Filmografi
Som instruktør
- Mado, do vostrebovanija (Мадо, до востребования, 1990) (også skrevet manuskript)[5][6]
- Azazel (2002)

Som skuespiller
- Pjat vetjerov (da.: Fem nætter, 1979)
- Sangen om Sibirien (1979)
- Oblomov - Verdens mest dovne mand (1980)
- Prikljutjenija Sjerloka Kholmsa i doktora Vatsona: Sobaka Baskervilej (da.: Sherlock Holmes' og Dr. Watsons eventyr: Baskervilles hund, 1981)
- Rodnja (1981)
- Poljoty vo sne i najavu (da.: Flyvninger i drømme og i virkeligheden, 1983)
- Khrani menja, moj talisman (da.: Beskyt mig, min talisman, 1986)
- Prisutstvije (da.: Tilstedeværelse, 1992)
- Master i Margarita (2005)
- Ku! Kin-dza-dza (2013)
- Bez granits (da.: Uden grænser, 2015)
- Roditeli strogogo rezjima (da.: ~ Forældre med streng opdragelse, 2022)

Som manuskriptforfatter
- Ufuldendt stykke for mekanisk klaver (1977) (også scenograf på filmen)
- Retsept jejo molodosti (da.: Opskrift på hendes ungdom, 1983)
- Moj ljubimyj kloun (da.: Min yndlingsklovn, 1986)
- Sorte øjne (1987)
- Mado, do vostrebovanija (da.: Mado, poste restante, 1990) (også instruktør)
- Nastja (1993)
- Solnetjnyj udar (da.: Solstik, 2014)
- Flugten fra Sobibor (2018)

Som scenograf
- Kærlighedens slaver (1976)
- Ufuldendt stykke for mekanisk klaver (1977) (også medforfatter på filmens manuskript)